# Rajon Văzrazjdane
Rajon Văzrazjdane (bulgariska: Район Възраждане) är ett distrikt i Bulgarien.   Det ligger i kommunen Stolitjna Obsjtina och regionen Sofija-grad, i den västra delen av landet. 